# Arispe, Iowa
Arispe là một thành phố thuộc quận Union, tiểu bang Iowa, Hoa Kỳ. Năm 2010, dân số của thành phố này là 100 người.

## Dân số
Dân số qua các năm:
- Năm 2000: 89 người.
- Năm 2010: 100 người.